# Meridiano 98 W
O meridiano 98 W é um meridiano que, partindo do Polo Norte, atravessa o Oceano Ártico, América do Norte, Oceano Pacífico, Oceano Antártico, Antártida e chega ao Polo Sul. Forma um círculo máximo com o Meridiano 82 E.
Começando no Polo Norte, o meridiano 98º Oeste tem os seguintes cruzamentos:
| País, território ou mar | Notas                                                                                           |
| ----------------------- | ----------------------------------------------------------------------------------------------- |
| Oceano Ártico           | Passa a oeste das Ilhas Fay, Nunavut, Canadá                                                    |
| Canadá                  | Ilha Amund Ringnes, Nunavut                                                                     |
| Hassel Sound            |                                                                                                 |
| Mar sem designação      |                                                                                                 |
| Canadá                  | Ilha Loney e Ilha Bathurst, Nunavut                                                             |
| Canal de Parry          | Passa a leste da Ilha Garrett, Nunavut, Canadá · Passa a oeste da Ilha Lowther, Nunavut, Canadá |
| Canadá                  | Ilha Russell e Ilha Príncipe de Gales, Nunavut                                                  |
| Larsen Sound            |                                                                                                 |
| Canadá                  | Ilha do Rei Guilherme, Nunavut                                                                  |
| Estreito de Simpson     |                                                                                                 |
| Canadá                  | Nunavut Manitoba - passa no Lago Winnipeg                                                       |
| Estados Unidos          | Dakota do Norte Dakota do Sul Nebraska Kansas Oklahoma Texas                                    |
| México                  | Tamaulipas Veracruz Hidalgo Puebla Tlaxcala Puebla Veracruz Oaxaca                              |
| Oceano Pacífico         |                                                                                                 |
| Oceano Antártico        |                                                                                                 |
| Antártida               | Território não reclamado                                                                        |